# Dicearco de Etolia
Dicearco (muerto en 196 a. C.) fue un pirata y comandante etolio. Entre los años 205 y 204 a. C., Dicearco trabajó para Filipo V de Macedonia durante la Guerra cretense atacando embarcaciones rodias y de las Cícladas. Dicearco tenía por tradición construir templos donde sea que desembarcara: un templo para Asebeia, que significaba falta de piedad, y otro para Paranomia, que representaba la falta de ley. Tiempo más tarde, Dicearco fue capturado por los egipcios, quienes lo torturaron y flagelaron antes de matarlo.